# پشت بام تهران
پشت بام تهران نام مجموعه تلویزیونی به نویسندگی سعید نعمت‌الله، به کارگردانی بهرنگ توفیقی و تهیه‌کنندگی زینب تقوایی می‌باشد. این مجموعه تلویزیونی در زمستان ۱۳۹۴ (در ۲۸ قسمت) از شبکه یک سیما پخش شد.

## خلاصه داستان
"غیاث صفا" (کامبیز دیرباز) جوانی است که در زندگی خود به افق‌های غیر واقعی چشم دوخته است. "مامان طاهره" (ثریا قاسمی) مادربزرگ مادری غیاث که تمام دنیای وی است از او خواسته مال حرام وارد زندگی‌شان نشود، اما غیاث در شبی ناخواسته مجبور می‌شود در یک دزدی به دوستش "جهان" (نوید خداشناس) کمک کند و این دزدی آغازی می‌شود برای ورود مال حرام به زندگی غیاث.

## بازیگران
- کامبیز دیرباز (غیاث صفا)
- سام درخشانی (آهی امیرعلی)
- آزاده صمدی (اختر نمدزن)
- اندیشه فولادوند (هاله صفا)
- لیندا کیانی (الهام)
- ثریا قاسمی (مامان طاهره)
- لعیا زنگنه (انوشه)
- بهزاد فراهانی (ولی صفا)
- مجید واشقانی (بهادر)
- نوید خداشناس (جهان نمدزن)
- کریم اکبری مبارکه (غفار صادقی)
- خسرو شهراز (سلمان امیرعلی)
- شهین تسلیمی (زیور)
- زهره حمیدی (مونس)
- علیرضا آرا (عبد)
- مهنوش صادقی (زن دوم عبد)
- اکبر معززی (هاشم)
- بهارک صالح‌نیا (هستی امیرعلی)
- فاطمه مرتاضی
- مهدیه نساج (مادر غیاث)

## عوامل
- زینب تقوایی (تهیه‌کننده)
- بهرنگ توفیقی (کارگردان)
- سعید نعمت‌الله (نویسنده)
- محمدرضا نجفی‌امامی (مدیر جلوه های بصری)